# Haltérophilie aux Jeux du Commonwealth de 2014
Navigation
Delhi 2010 Édition suivante
Les compétitions d’haltérophilie aux Jeux du Commonwealth de 2014 se déroulent du 24 juillet au 2 août, au Scottish Exhibition and Conference Centre de Glasgow (Écosse) au Royaume-Uni. 

## Résultats

### Hommes
| Épreuves | Or                 | Argent            | Bronze           |
| -------- | ------------------ | ----------------- | ---------------- |
| 56 kg    | Sukhen Dey         | Zulhelmi Md Pisol | Ganesh Mali      |
| 62 kg    | Dimitris Minasidis | Sudesh Peiris     | Vaipava Ioane    |
| 69 kg    | Mohd Hafifi Mansor | Yinka Ayenuwa     | Omkar Otari      |
| 77 kg    | Sathish Sivalingam | Katulu Ravi Kumar | Francois Etoundi |
| 85 kg    | Richie Patterson   | Vikas Thakur      | Pascal Plamondon |
| 94 kg    | Steven Kari        | Simplice Ribouem  | Chandrakant Mali |
| 105 kg   | David Katoatau     | Stanislav Chalaev | Benjamin Watson  |
| +105 kg  | George Kobaladze   | Itte Detenamo     | Damon Kelly      |

### Femmes
| Épreuves | Or                          | Argent                   | Bronze                     |
| -------- | --------------------------- | ------------------------ | -------------------------- |
| 48 kg    | Sanjita Khumukchan          | Mirabai Chanu Saikhom    | Nkechi Opara               |
| 53 kg    | Chika Amalaha Dika Toua     | Dika Toua Santoshi Matsa | Santoshi Matsa Swati Singh |
| 58 kg    | Zoe Smith                   | Ndidi Winifred           | Michaela Breeze            |
| 63 kg    | Olauwatoyin Adesanmi        | Obioma Okoli             | Punam Yadav                |
| 69 kg    | Marie Fegue                 | Itohan Ebireguesele      | Marie-Josée Arès-Pilon     |
| 75 kg    | Marie-Ève Beauchemin-Nadeau | Mary Opeloge             | Apolonia Vaivai            |
| +75 kg   | Maryam Usman                | Ele Opeloge              | Tracey Lambrechs           |

## Tableau des médailles
| Rang  | Nation                    | Or | Argent | Bronze | Total |
| ----- | ------------------------- | -- | ------ | ------ | ----- |
| 1     | Inde                      | 3  | 4      | 5      | 12    |
| 2     | Nigeria                   | 2  | 4      | 1      | 7     |
| 3     | Canada                    | 2  | 0      | 2      | 4     |
| 4     | Papouasie-Nouvelle-Guinée | 2  | 0      | 0      | 2     |
| 5     | Nouvelle-Zélande          | 1  | 1      | 1      | 3     |
| 6     | Malaisie                  | 1  | 1      | 0      | 2     |
| 7     | Angleterre                | 1  | 0      | 1      | 2     |
| 8     | Cameroun                  | 1  | 0      | 0      | 1     |
| 8     | Chypre                    | 1  | 0      | 0      | 1     |
| 8     | Kiribati                  | 1  | 0      | 0      | 1     |
| 11    | Samoa                     | 0  | 2      | 1      | 3     |
| 12    | Australie                 | 0  | 1      | 1      | 2     |
| 13    | Sri Lanka                 | 0  | 1      | 0      | 1     |
| 14    | Fiji                      | 0  | 0      | 1      | 1     |
| 14    | Pays de Galles            | 0  | 0      | 1      | 1     |
| 14    | Nauru                     | 0  | 0      | 1      | 1     |
| Total | Total                     | 15 | 15     | 15     | 45    |